# Siemowit
Siemowit (lateinisch Semovit) war ein legendarischer Fürst der Polanen in der zweiten Hälfte des 9. Jahrhunderts. Seine historische Existenz ist unsicher.

## Leben
Siemowit wurde nur in der Chronik des Gallus Anonymus erwähnt.
Er soll zu den frühen Angehörigen des Hauses der Piasten gehört haben.
Er soll ein Sohn des Fürsten Piast und dessen Frau Rzepicha gewesen sein. Sein Sohn und Nachfolger war Lestek.

### Historizität
Da Siemowit nur in der Chronik von Gallus Anonymus erwähnt wird, sind seine Existenz und seine Regierungszeit seit dem Ende des 19. Jahrhunderts umstritten.
Es ist unsicher, ob Siemowit als Person erfunden wurde oder ob es sich bei ihm um eine tatsächliche Person handelte. Seit den 1960er Jahren ist die  vorherrschende Meinung in der polnischen Geschichtswissenschaft, dass er als Person existiert habe (so Henryk Łowmiański, Gerard Labuda, Kazimierz Jasiński u. a.). Ein Argument dafür ist, dass die Darstellung der frühen Piasten keine sagenhaften unrealistischen Elemente enthält. Möglich ist, dass eine historische Person existierte, deren Leben dann verändert dargestellt wurde.
Archäologische Befunde gibt es allerdings erst für die Zeit ab ungefähr 920 in den Burgen der Piasten um Mieszko I.

## Quelle
- Polens Anfänge – Gallus Anonymus: Chronik und Taten der Herzöge und Fürsten von Polen, übersetzt, eingeleitet und erklärt von Josef Bujnoch, Graz u. a. 1978, ISBN 3-222-10554-5.